# Kanton Caluire-et-Cuire
Der Kanton Caluire-et-Cuire war von 1982 bis 2015 ein französischer Wahlkreis im Arrondissement Lyon im Département Rhône der Region Rhône-Alpes. Er umfasste die Stadt Caluire-et-Cuire und wurde abgeschafft, als die Métropole de Lyon das Département Rhône als Gebietskörperschaft ablöste und die Kantone ihre Funktion als Wahlkreise verloren.